# Cerynea kühni
Cerynea kühni är en fjärilsart som beskrevs av W. Warren 1913. Cerynea kühni ingår i släktet Cerynea och familjen nattflyn. Inga underarter finns listade i Catalogue of Life.